# Michail Rykatjov

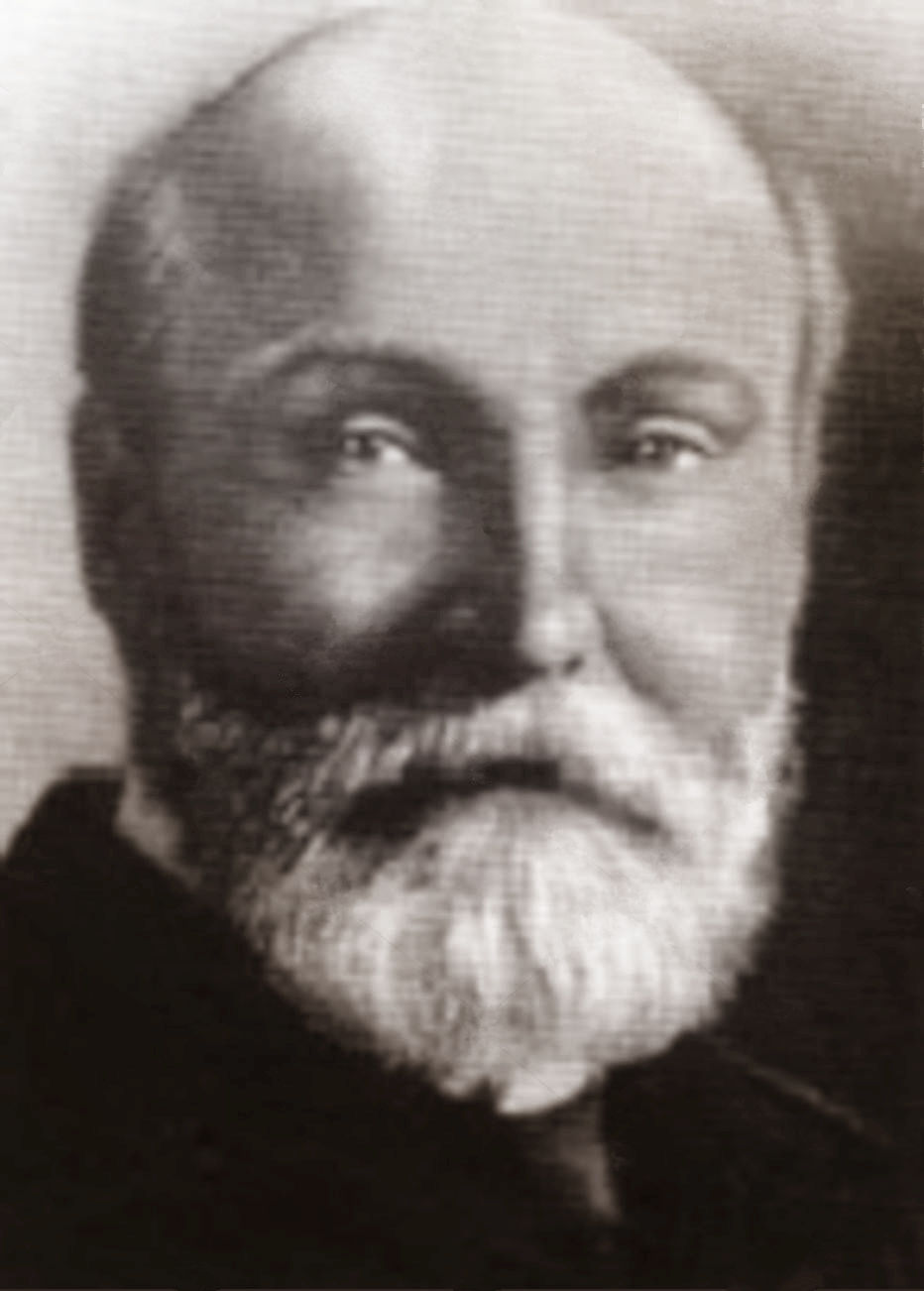
Michail Rykatjov

Michail Aleksandrovitj Rykatjov (ryska: Михаил Александрович Рыкачёв), född 6 januari 1841 (gamla stilen: 25 december 1840) i Nikolskoje, guvernementet Jaroslavl, död 14 april 1919 i Petrograd, var en rysk meteorolog.
Rykatjov anställdes 1867 vid meteorologiska centralanstalten i Sankt Petersburg och var 1896–1913 dess föreståndare. Hans skrifter behandlar vind- och stormfenomen, lufttrycksförhållanden och jordmagnetismen. Vid sin död var han president i Internationella jordmagnetiska kommissionen.